# 千野忠男
千野 忠男（ちの ただお、1934年1月21日 - 2008年7月17日）は、静岡県藤枝市出身の大蔵（財務）官僚。血液型はO型。国際金融局長、財務官、アジア開発銀行総裁などを歴任。正四位瑞宝重光章。

## 人物
ざっくばらんで竹を割ったような性格。主計局主計官補佐時代には農林係主査を5年間務め、省内きっての農政通とされていた。
事務次官候補として主計官補佐（主査）、主計局総務課企画官、主計官、大臣官房文書課長、近畿財務局長を経験していたが、大学時代にスタンフォード大学に長期間留学していたため、他の同期より年齢が上で、主計局長→事務次官の順番待ちの最中に定年の壁に引っかかるため、同期の篠沢を主計コースとし、千野は財務官となる国際金融コースへと変更となった。

## 略歴

### 学歴
- 1952年3月 - 静岡県立藤枝東高等学校卒業
- 1956年3月 - スタンフォード大学経済学部卒業
- 1960年3月 - 東京大学法学部第2類（公法コース）卒業[4]

### 職歴
- 1960年4月 - 大蔵省（現・財務省）入省（大臣官房財務参事官付[5]）
- 1962年6月 - 関東財務局理財部[5]。
- 1963年8月 - 大阪国税局調査査察部[5]。
- 1964年4月 - 大臣官房財務参事官付[5]。
- 1965年1月 - 関税局総務課[5]。
- 1965年7月 - 関税局企画課企画係長[5][6]。
- 1966年7月 - 弘前税務署長[5]。
- 1967年7月 - 国際金融局投資第二課長補佐。
- 1969年7月 - 主計局主計局補佐（外務係主査）。
- 1971年7月 - 主計局主計局補佐（農林第三係主査）。
- 1974年7月 - 主計局主計局補佐（農林第一係主査）。
- 1975年7月 - 主計局総務課長補佐（企画）[7]。
- 1976年7月 - 大臣官房企画官 兼 主計局総務課。
- 1977年7月 - 大臣官房財務官室長。
- 1978年12月 - 大蔵大臣秘書官事務取扱。
- 1980年 - 主計局主計官（総理府・司法・警察担当）。
- 1981年 - 主計局主計官（農林水産担当）。
- 1983年6月 - 銀行局銀行課長。
- 1984年 - 銀行局総務課長。
- 1985年 - 大臣官房文書課長。
- 1986年6月 - 近畿財務局長。
- 1987年7月 - 大臣官房審議官（銀行局担当）。
- 1989年7月 - 国際金融局長。
- 1991年7月 - 財務官。
- 1993年7月 - 顧問。
- 1993年8月 - （財）金融情報システムセンター理事長を兼務。
- 1994年6月 - 農林漁業金融公庫副総裁。
- 1996年9月 - 株式会社野村総合研究所顧問。
- 1996年11月 - 株式会社野村総合研究所理事長。
- 1999年1月 - アジア開発銀行総裁。
- 2005年4月 - 株式会社野村総合研究所顧問。
- 2008年7月17日 - 死去[8]。叙正四位授瑞宝重光章。

### 大蔵省同期
伊吹文明（衆議院議長、財務大臣、自民党幹事長）、篠沢恭助（国際協力銀行総裁、大蔵事務次官）、赤倉啓之（農林中金専務理事、大蔵省造幣局長）、伊藤博行（内閣官房内閣内政審議室長、関税局長）、吉川元信（大臣官房審議官）、土居信良（KSD理事、東京港横断道路専務、大臣官房審議官（大臣官房担当））など。